# 漆树乡
漆树乡，是中华人民共和国四川省自贡市自流井区曾经下辖的一个乡。2019年9月撤销农团乡和漆树乡，设立飞龙峡镇，以原农团乡和原漆树乡所属行政区域为飞龙峡镇的行政区域，飞龙峡镇人民政府驻俞冲市街144号。

## 行政区划
漆树乡撤销前下辖以下地区：
俞冲社区、星星村、扬柳村、丁香村和星火村。